# Neuschöpfung
Unter Neuschöpfung (auch: Wortneuschöpfung, Wortschöpfung, Urschöpfung, Wortneubildung) versteht man ein neugebildetes Wort, das im Gegensatz zur Wortbildung nicht aus bereits bekannten Morphemen hergeleitet ist, sondern lautlich neu entwickelt wurde. (Fleischer & Barz 1995: 5f.; Erben 1993: 18f.) Gelegentlich wird Neuschöpfung aber auch mit Neologismus gleichgesetzt. Der Begriff wird also nicht von allen Autoren im gleichen Sinne verwendet. Die folgenden Beispiele gelten nur für die zuerst genannte Auffassung von Neuschöpfung.

## Beispiele
Neuschöpfungen kommen vor:
- in der Werbung: „Kelts“ für eine Biermarke
- in der Literatur: englisches Beispiel „Quark“ [kvɔːk] aus James Joyce’ Finnegans Wake (in der Physik heute im Sinne von speziellen Elementarteilchen); das von Lewis Carroll erfundene Verb „to galumph“
- in der Wissenschaft: „Gas“, bewusste Neuschöpfung in Anlehnung an „Chaos“
- in der Science fiction: „Stimic“ für ein Musikinstrument
- im Alltag: englisches Beispiel „Blurb“ für „Klappentext“
- in der Kindersprache: „dongen“ (mit unklarer Bedeutung)[2], Kindersendungen (Urmel = kleiner Drache)
- in linguistischen Experimenten, besonders bekannt: „wug“ für ein vogelähnliches Tierbild[3]

Sie werden aber nur ganz selten in Wörterbücher aufgenommen.
Anders als Komposita, Ableitungen und andere Formen der Wortbildung spielen sie in der Gegenwartssprache nur eine geringe Rolle. Für die Anfangszeiten der Sprachentwicklung wird aber vermutet, dass Neuschöpfungen ein bedeutsames Mittel der Wortbildung waren (Bußmann 2002).